# Іскандеров Авак Богданович
Авак Богданович Іскандеров (нар. 1902, місто Баку, тепер Азербайджан — розстріляний 27 липня 1941, місто Москва, Російська Федерація) — радянський державний і господарський  діяч, заступник народного комісара паливної промисловості СРСР, заступник народного комісара нафтової промисловості СРСР. Кандидат у члени ЦК ВКП(б) у 1939—1941 роках.

## Життєпис
Член РКП(б) з 1920 року.
Освіта вища.
Працював у нафтовій промисловості в місті Баку. У 1931 році перебував у відрядженні в США. У 1931—1933 роках брав участь в будівництві та пуску в експлуатацію олійного заводу імені Альоші Джапарідзе, побудованого американською фірмою «Макс Міллер»; був одним із співавторів пропозиції про застосування тихохідних центрифуг. У 1936 році в складі комісії М. Баринова виїжджав на півроку до США.
До квітня 1937 року — директор нафтоперегонного заводу імені А. А. Андрєєва в місті Баку.
У квітні — 5 вересня 1937 року — керуючий тресту «Азнафтозаводи» в місті Баку.
З 5 вересня 1937 року — начальник Головного управління нафтової промисловості («Головнафти») Народного комісаріату важкої промисловості СРСР.
З 1938 по жовтень 1939 року — начальник Головнафтопереробки, заступник народного комісара паливної промисловості СРСР.
У жовтні — 28 листопада 1939 року — заступник народного комісара нафтової промисловості СРСР.
28 листопада 1939 року заарештований органами НКВС СРСР.
Засуджений Військовою колегією Верховного Суду СРСР 6 липня 1941 року до страти за обвинуваченням в шпигунстві і участі в контрреволюційній шкідницькій організації. Розстріляний 27 липня 1941 року на полігоні Комунарка біля Москви.
28 січня 1956 року посмертно реабілітований.